# Kodiak (Alaska)
Kodiak (Alutiiq: Sun'aq) ist eine Stadt (Home Rule City) im östlichen Teil der gleichnamigen Insel Kodiak im US-Bundesstaat Alaska. Sie ist Verwaltungssitz von Kodiak Island Borough. Das U.S. Census Bureau hat bei der Volkszählung 2020 eine Einwohnerzahl von 5581 ermittelt.

## Geschichte
Die erste Siedlung gründete 1783 Grigori Schelichow. Von 1792 bis 1808 war Kodiak, zunächst Hafen Pawlowsk genannt, der Sitz der Hauptverwaltung der Russländisch-Amerikanischen Kompagnie, bis 1867 zweitgrößte Ansiedlung von Russisch-Amerika. An diese Zeit erinnern die russisch-orthodoxe Auferstehungskathedrale mit den Reliquien des Heiligen Herman von Alaska im Ort sowie das Baranow-Museum. Es ist im ältesten Holzgebäude Alaskas untergebracht, das früher als Pelzwarenlager diente.

## Wirtschaft und Verkehr

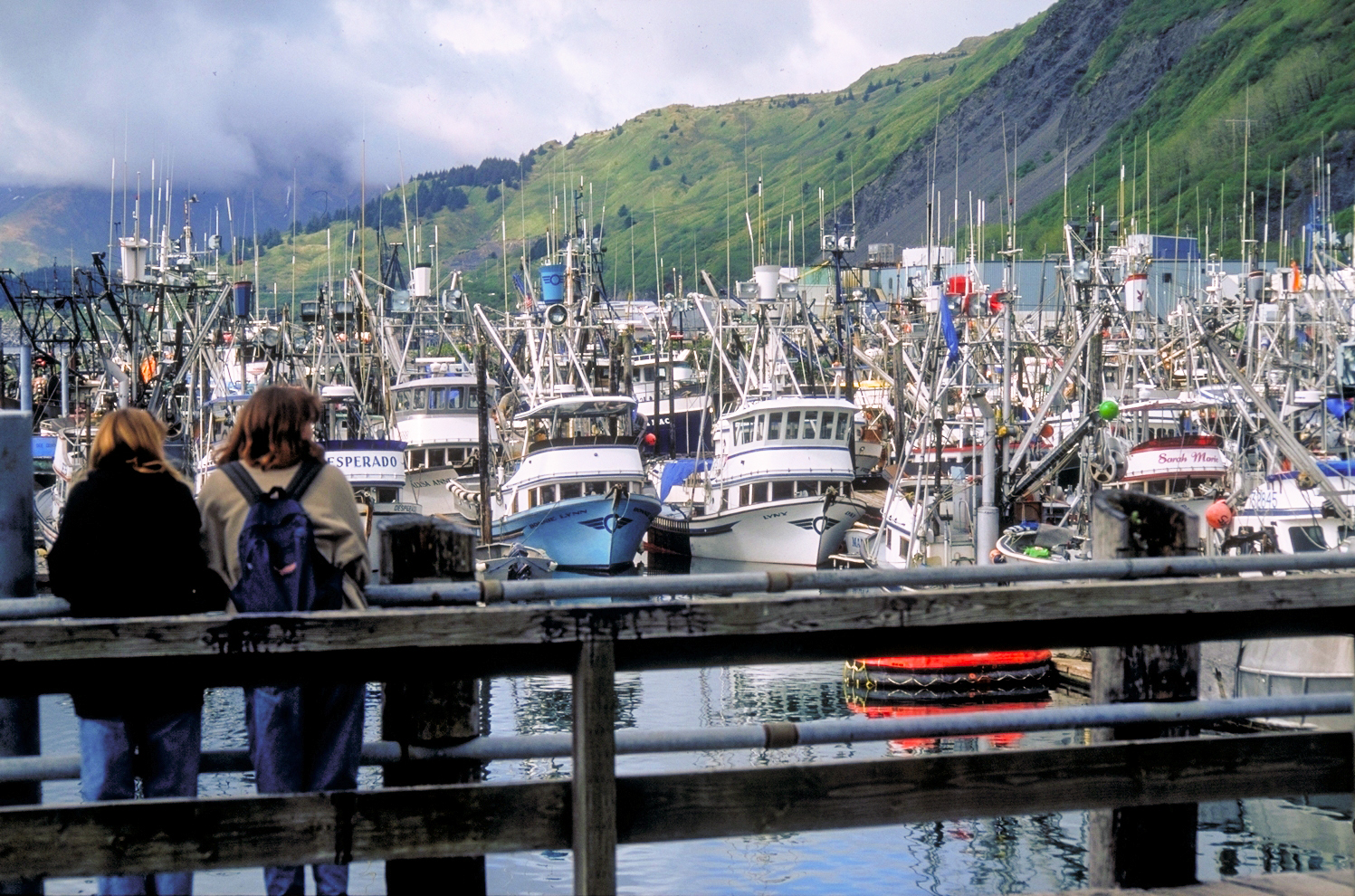
Hafen von Kodiak

Kodiak ist der Hauptort von Kodiak Island im Südwesten und Heimat der größten Fischfangflotte Alaskas. Das sogenannte Bear Watching ist eine der Hauptattraktionen und geschieht im Rahmen von organisierten Touren. Größtenteils werden die Besucher per Wasserflugzeug in die schwer zugänglichen Gebiete geflogen, in denen die Bären zu Hause sind. Der Kodiak Airport befindet sich an der Stelle der früheren Naval Air Station Kodiak, die 1941 eingerichtet wurde. 

## Tourismus und Sport
Neben den vielen Sportfischern und Besuchern, die Bären beobachten wollen, gibt es auch andere Veranstaltungen wie den vom KMXT Public Radio for Kodiak veranstalteten Marathon.

## Söhne und Töchter der Stadt
- Alexander Kaschewarow (1810–1870), russischer Steuermann, Hydrograph und Forschungsreisender
- Jason Everman (* 1967), Gitarrist
- Darby Stanchfield (* 1971), Schauspielerin